# Établissement du matériel de Clermont-Ferrand
L'Établissement du matériel de Clermont-Ferrand (ETAMAT de Clermont-Ferrand) a été créé en 1868 en tant qu'arsenal. Il devient successivement :
- parc régional d'artillerie en 1920
- parc régional de réparation et d'entretien du matériel en 1930
- établissement du service du matériel en 1942
- établissement de réserve générale du matériel en 1948
- établissement du matériel  de Clermont-Ferrand en 1994

Il est intégré à la 13e base de soutien du matériel le 1er juillet 1999.